# 東京国立近代美術館
東京国立近代美術館（とうきょうこくりつきんだいびじゅつかん、英語: The National Museum of Modern Art, Tokyo、英略称: MOMAT）は、独立行政法人国立美術館が運営する美術館である。東京都千代田区北の丸公園内にある本館と、石川県金沢市にある国立工芸館から構成される。
明治時代後半から現代までの近現代美術作品（絵画・彫刻・水彩画・素描・版画・写真など）を随時コレクションし、常時展示した初めての美術館であり、それまで企画展等で「借り物」の展示を中心に行われていた日本の美術館運営に初めて「美術館による美術品収集」をもたらした。収蔵品は2020年度時点で、日本画854点、油彩画など1,290点、版画3,060点、水彩・素描4,135点、彫刻（立体造形）480点、映像75点、書21点、写真2,947点、美術資料687点、合計13,549点におよぶ
開館時間は10:00～17:00（金曜日のみ20:00まで）、休館日は毎週月曜日（祝日の場合は翌日）および年末年始・展示替期間等。

## 沿革
- 1952年（昭和27年）12月 - 文部省設置法（法律第168号）により、東京都中央区京橋の旧日活本社ビルの土地と建物を購入し、日本初の国立美術館（文部省所轄）として開館。
- 1963年（昭和38年）4月 - 京都市に京都分館が開館。
- 1967年（昭和42年）6月 - 京都分館が京都国立近代美術館として独立。
- 1969年（昭和44年）6月 - 千代田区北の丸公園の一画に新館を建設し、新たに本館として再開館。
- 1970年（昭和45年）5月 - 京橋の旧本館がフィルムセンターとして開館。
- 1977年（昭和52年）11月15日 - 工芸館開館。
- 1984年（昭和59年）9月 - フィルムセンター収蔵庫にて出火、建物の一部と外国映画フィルムの一部を焼失するという事故（フィルムセンター火災）があり、非常に損失しやすい映画フィルムの保存に対して特別施設が必要との声が上がる。
- 1986年（昭和61年）1月 - 1984年（昭和59年）10月に大蔵省から米軍キャンプ淵野辺跡地の土地所管換がなされたのを受けて、神奈川県相模原市にフィルムセンター相模原分館が完成する。
- 1991年（平成3年）1月 - フィルムセンター京橋本館老朽化に伴い建て替え工事開始。
- 1995年（平成7年）5月 - フィルムセンター京橋本館再開館（工事は前年に完了）。同時に「写真部門」を設置。
- 1999年（平成11年） - 本館を移設してから30周年を迎えるにあたり、増築・改修工事開始。
- 2002年（平成14年）1月16日 - 本館再開館（工事は前年8月に完了）。
- 2018年（平成30年）4月1日 - フィルムセンターが国立美術館の映画専門機関となる「国立映画アーカイブ」として分離。
- 2020年（令和2年）2月28日 - 工芸館（東京）閉館。
  - 10月25日 - 工芸館（正式名称：東京国立近代美術館工芸館）が金沢に移転して、通称「国立工芸館」として再開館し、中田英寿が同館名誉館長に就任[3]。
- 2021年（令和3年）4月1日 - 工芸館の通称であった「国立工芸館」が正式名称に変更。

## 本館
1965年（昭和40年）、国会議員による「芸術議員連盟（会長:中曽根康弘）」が東京都知事に対して代々木のオリンピック選手村跡地へ移転できるよう要望書を提出するも実現せず。
1969年（昭和44年）6月、新館として千代田区北の丸公園の一画に開館する。新規の収集や文化財保護委員会からの美術品の管理換、また作家自身や収蔵家からの寄贈等が多くあり、収蔵規模に限界がきたことに伴う移転だった。近代美術館評議員であったブリヂストン創業者の石橋正二郎個人が、工学博士谷口吉郎の設計による建物を新築し「寄贈」した。
企画展の規模拡大、さらにコレクションのさらなる増加、建物の老朽化が危惧され、2002年（平成14年）1月まで約2年半におよぶ大規模な増築・改修工事が行われた。展示室の大幅な拡充、ライブラリ・視聴覚施設の充実（ライブラリの公開）、バリアフリー化、耐震工事のほか、館内に有名レストラン「クイーン・アリス アクア 東京」が併設された。
最寄りの鉄道駅は東京メトロ東西線「竹橋駅」。以前は特別展開催時の多客期に丸の内シャトルの延長運転や、東京駅から無料シャトルバスを運行していた（運行委託先は日立自動車交通）。

## 工芸館

### 国立工芸館

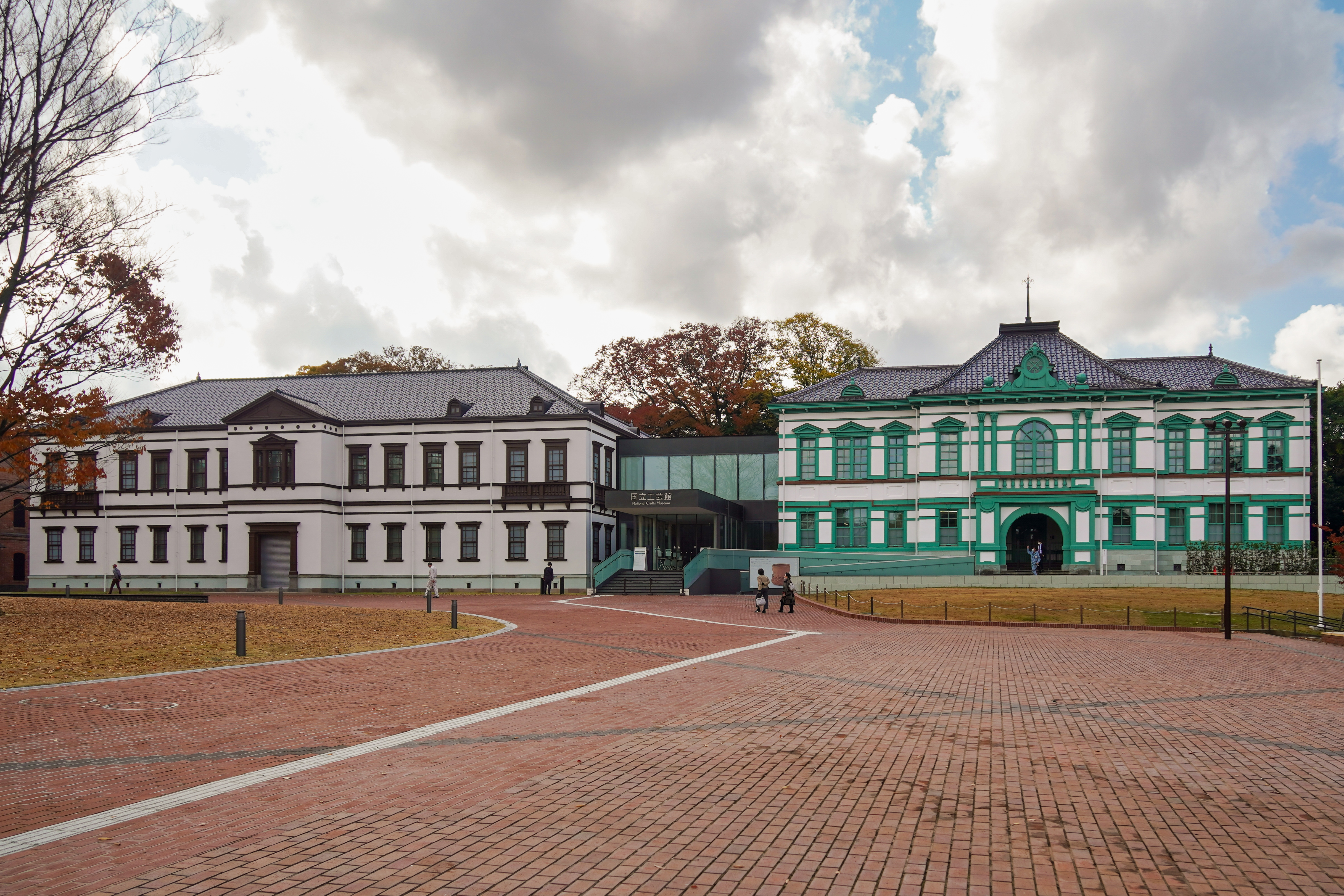
国立工芸館（石川県金沢市）

2020年（令和2年）10月25日、東京都千代田区の北の丸公園にあった旧工芸館が、金沢市の本多の森公園内の石川県立美術館といしかわ赤レンガミュージアムの間（石川県立歴史博物館と加賀本多博物館の間）に移転して通称「国立工芸館（National Crafts Museum）」として再開館した。この際、正式名称は東京国立近代美術館工芸館のままとされた。新しい建物は旧第九師団司令部庁舎と金沢偕行社を移築・復原したものである。開館に当たっては、旧工芸館の所蔵作品のうち工芸品を中心に約1,900点が移転され、残りの工業デザインやグラフィックデザインを中心とした作品群は引き続き東京の本館で保管を続ける。名誉館長は元サッカー選手の中田英寿。2021年（令和3年）4月1日よりそれまで通称だった「国立工芸館」が正式な名称となった。

### 旧工芸館

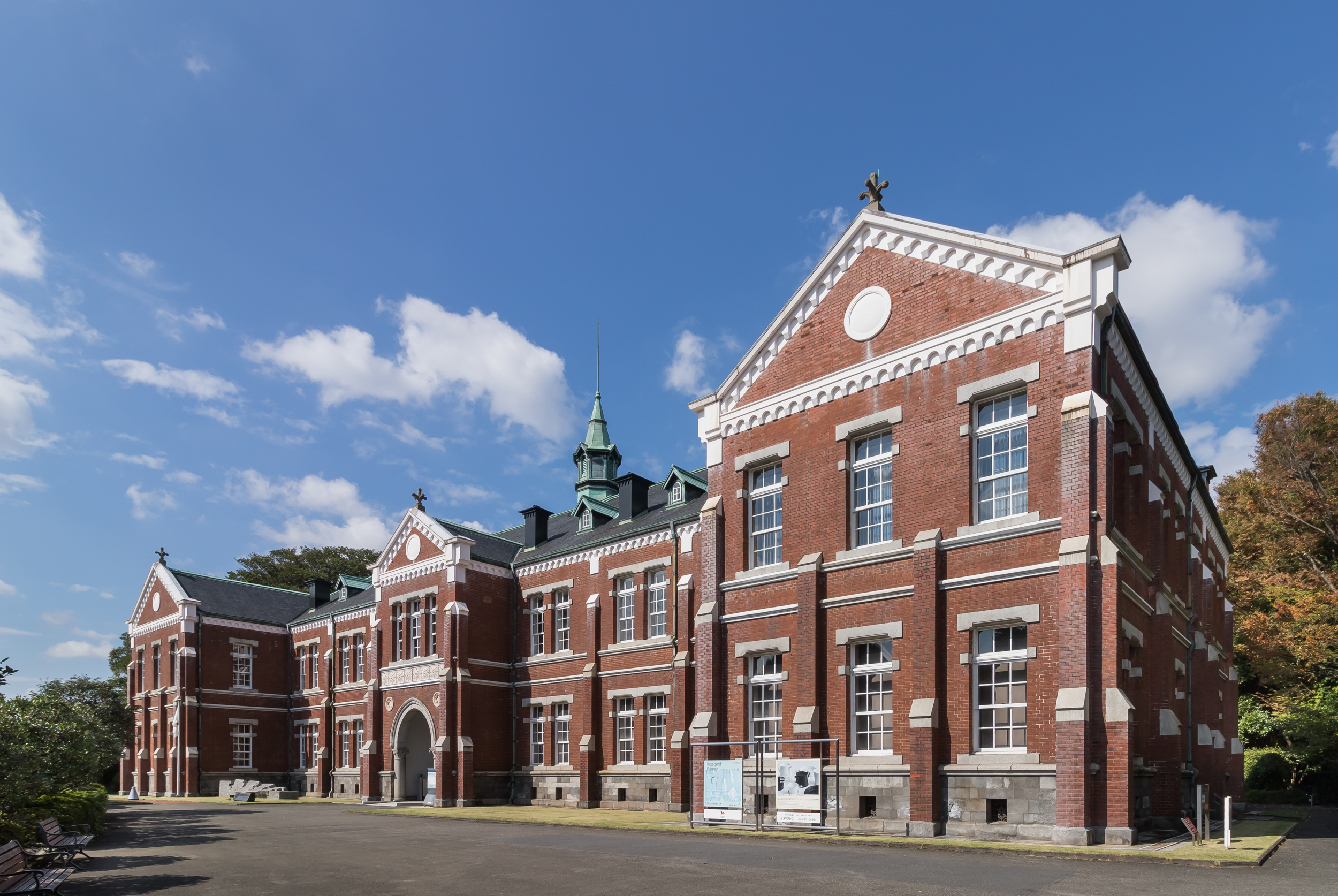
移転前の旧工芸館（東京都千代田区）

旧工芸館（正式名称：東京国立近代美術館工芸館）は、1910年（明治43年）に皇居北側に建設された大日本帝国陸軍の近衛師団司令部庁舎を改修し、1977年（昭和52年）11月15日に東京都千代田区の北の丸公園に開館した。なお、建物は1972年（昭和47年）に国の重要文化財に指定されている（玄関広間部分を除く内装は指定対象外）。
旧工芸館の改修保存工事では、外観は屋根が桟瓦葺きからスレート葺きに変更されたのみだが、内部躯体は煉瓦壁の内側をコンクリート補強し、耐震・防音・断熱工事が施されており、中央階段付近以外は原型をとどめていない。
旧工芸館は、明治以降の日本と外国の工芸及びデザイン作品を収集し、特に多様な展開を見せた戦後の作品の収集に重点がおかれた。なかでも、人間国宝の工芸家の作品については、極めて充実した内容となっており、陶磁器、ガラス、漆工、木工、竹工、染織、人形、金工、工業デザイン、グラフィックデザインなどの各分野にわたって、総数約3,700点（2017年〈平成29年〉3月現在）を収蔵していた。
2020年（令和2年）2月28日、金沢への移転に伴い閉館。
現在は東京国立近代美術館分室として運用されている。

## 歴代館長
- 1953年-1960年 岡部長景（次長・今泉篤男）
- 1960年-1972年 稲田清助
- 1972年-1976年 岡田譲
- 1976年-1986年 安達健二
- 1986年-1988年 犬丸直
- 1988年-1990年 大崎仁
- 1990年-1996年 植木浩
- 1996年-1999年 西崎清久
- 1999年-2008年 辻村哲夫
- 2008年-2017年 加茂川幸夫
- 2017年-2019年 神代浩
- 2019年-2022年 加藤敬
- 2022年- 小松弥生

## 文化財

### 本館
重要文化財
- 絹本著色『賢首菩薩図』 菱田春草筆 1907年
- 『ゆあみ』（石膏原型） 新海竹太郎作 1907年
- 『南風』和田三造筆 1907年[12][13]
- 『裸体美人』 萬鉄五郎筆 1912年
- 『切通しの写生』 岸田劉生筆 1915年
- 紙本著色『行く春図』六曲屏風一双 川合玉堂筆 1916年
- 絹本著色『湯女図』二曲屏風一双 土田麦僊筆 1918年
- 絹本著色『日高河清姫図』 村上華岳筆 1919年
- 『エロシェンコ像』 中村彝筆 1920年
- 絹本墨画『生々流転図』1巻 横山大観筆 1923年
- 絹本著色『築地明石町』・『新富町』・『浜町河岸』 鏑木清方筆 1927年・1930年
- 絹本著色『三遊亭円朝像』 鏑木清方筆 1930年
- 絹本著色『母子』 上村松園筆 1934年
- 紙本著色『黄瀬川陣』六曲屏風一双 安田靫彦筆 1940・1941年

- 和田三造『南風』1907年（重要文化財）
- 萬鉄五郎『裸体美人』1912年（重要文化財）
- 関根正二『三星』1919年
- 中村彝『エロシェンコ像』1920年（重要文化財）
- 岸田劉生『切通しの写生』（道路と土手と塀）1915年（重要文化財）
- 古賀春江『海』1929年
- 菱田春草『賢首菩薩』1907年（重要文化財）
- 土田麦僊『湯女図』1918年（重要文化財）
- 村上華岳『日高川清姫図』1919年（重要文化財）
- 荻原守衛『坑夫』1907年
- 中原悌二郎『若きカフカス人』1919年
- アンリ・ルソー『第22回アンデパンダン展への参加を芸術家に呼びかける自由の女神』1906年

### 工芸館
重要文化財
- 旧近衛師団司令部庁舎 - 上記参照
- 銅置物「十二の鷹」12体 鈴木長吉作[14][15]